# Elizabethton
Elizabethton är administrativ huvudort i Carter County i Tennessee. Vid 2020 års folkräkning hade Elizabethton 14 546 invånare.